# Frederick Goodwin
Sir Frederick Goodwin est le représentant de la reine Élisabeth II aux Îles Cook de février 2001 à juillet 2013.

## Biographie
Frederick Goodwin rejoint la police des Îles Cook en 1956, puis rejoint les forces de police néo-zélandaises pendant une courte période, avant de retourner aux Îles Cook où il atteint finalement le grade de commissaire.
Élu au Parlement des Îles Cook lors des élections législatives de 1978, représentant la circonscription de Te Au O Tonga pour le Parti démocrate, il est ministre adjoint de l'Énergie et des Travaux dans le gouvernement de Tom Davis. Il travaille ensuite en tant que fonctionnaire, avant d'être nommé représentant de la reine en 2001. Reconduit dans ses fonctions en 2010, il quitte le poste de représentant de la reine le 27 juillet 2013 et est remplacé par l'ancien ministre Tom Marsters.
Frederick Goodwin a pour belle-sœur Cassey Eggelton, qui a été députée et vice-présidente du Parlement des Îles Cook.

## Distinctions
En 2004, Frederick Goodwin est nommé chevalier commandeur de l'ordre de l'Empire britannique (KBE) pour services rendus à la communauté.